# یواس‌اس لیندسی (دی‌ام-۳۲)
یواس‌اس لیندسی (دی‌ام-۳۲) (به انگلیسی: USS Lindsey (DM-32)) یک کشتی است که طول آن ۳۷۶ فوت ۶ اینچ (۱۱۴٫۷۶ متر) می‌باشد. این کشتی در سال ۱۹۴۴ ساخته شد.